# 凯维
凯维（法語：Quévy，法語發音：[kevi]）是比利时瓦隆大区埃諾省蒙斯區的一个市镇，南面与法国接壤，通行法语，是比利时法语社群的一部分，人口8,105人（2018年1月1日）。